# Савранское
Савра́нское (укр. Савра́нське) — село, относится к Балтскому району Одесской области Украины.
Население по переписи 2001 года составляло 316 человек. Почтовый индекс — 66112. Телефонный код — 4866. Занимает площадь 1,76 км². Код КОАТУУ — 5120687502.

## История
В 1945 г. Указом ПВС УССР село Ляхово переименовано в Савранское.

## Местный совет
66112, Одесская обл., Балтский р-н, с. Пужайково